# Гюрюн
Гюрюн (тур. Gürün) — город в Турции, на реке Тохма, правом притоке Евфрата, к северо-западу от города Малатья. Административный центр одноимённого района в иле Сивас.

## История
Некоторыми исследователями отождествляется с библейским городом Фогарма (Тогарма, греч. Θοργαμα, Θεργαμα, Быт. 10:3, 1Пар. 1:6, Иез. 27:14, Иез. 38:6), а также с городом хеттской клинописи Teгaрa(м)мa (Тагарама, Такарама), то же что в новоассирийской клинописи Тил(ь)-Гаримму. В анналах Саргона II (надписи в зале дворца в Дур-Шаррукине) город числится в составе Камману с царским городом Мелидом. По Эмилю Форреру —  Гавраэна (Гаураэна) Птолемея.